# Ескимоски свирец
Ескимоският свирец (Numenius borealis) е вид птица от семейство Бекасови (Scolopacidae).

## Разпространение и местообитание
Разпространен е в Аржентина, Бразилия, Канада, Парагвай, САЩ и Чили.